# Памятник Анне Ахматовой (Москва)

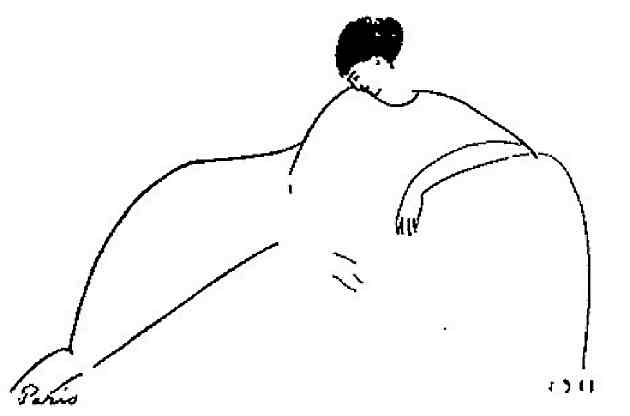
Набросок Модильяни.

Памятник Анне Ахматовой — памятник русской поэтессе Анне Ахматовой, установленный 7 ноября 2000 года в Москве, на Большой Ордынке.
За основу памятника был выбран рисунок друга поэтессы — итальянского художника Модильяни.
Установлен во дворе дома 17 по улице Большая Ордынка, где проживали близкие друзья поэтессы — семья Ардовых, — и где она останавливалась, приезжая в Москву (в период 1934—1963 годов).
Кроме памятника, на внешней, выходящей на улицу, стене дома, имеется мемориальная доска. В 2011 году инициативная группа москвичей, возглавляемая Алексеем Баталовым и Михаилом Ардовым, выступила с предложением открыть здесь квартиру-музей Анны Ахматовой.